# Salar Nader
Salar Nader (* 1981 in Hamburg) ist ein afghanisch-amerikanischer Tablaspieler, Komponist und Musikpädagoge.

## Leben und Wirken
Nader wurde als Sohn afghanischer Eltern in Hamburg geboren, wohin diese vor dem Afghanisch-sowjetischen Krieg geflohen waren. 1984 ging die Familie in die USA. Dort erhielt Nader im Alter von sieben Jahren in Berkeley den ersten Tablaunterricht von Zakir Hussain, dessen offizieller Schüler er zwölfjährig wurde. Bereits zu dieser Zeit trat er in an Francisco mit dem indischen Sänger Salamat Ali Khan und dessen Söhnen Shafqat, Sharafat und Sukhawat auf. Bei Konzerten zum persischen Neujahrsfest Nouruz war er Partner der Sänger Farida Mawaash und Ahmad Wali. Als Mitte der 1990er Jahre die Taliban die Macht in Afghanistan übernahmen, kam unter anderen auch der Rubabspieler Homayun Sakhi ind Exil in die USA. Er wurde ein langjähriger musikalischer Partner Naders.
Nach dem Abschluss der Highschool nahm Nader ein Studium an der San Francisco State University auf. Er spielte in dieser Zeit in verschiedenen Jazzbands des Saxophonisten Hafez Modizadeh und begleitete den Kathaktänzer Chitresh Das. 2004 reiste er für sechs Wochen nach Mumbai, um den Tablameister Alla Rakha zu erleben. Nach dieser Zeit begann er selbst Tabla zu unterrichten, seit 2007 im Rahmen der Agha Khan Music Initiative (AKMI). Er trat mit dem „Pavarotti des Iran“ Shahram Nazeri und dessen Sohn Hafez im Rahmen des Rumi Symphony Project auf und begleitete Sänger wie Ahmad Wali, Ghulam Ali Khan und Amjad Ali Khan bei ihren Tourneen.
Mit Khaled Hosseini erarbeitete er ein Bühnenfassung von dessen Roman Drachenläufer, für die er die Musik komponierte. Unter seiner musikalischen Leitung lief das von Mathew Spangler adaptierte Stück 2007 unter der Regie von David Ira Goldstein zwei Monate lang in San José. Für die Musik erhielt Nader mehrere Preise. 2016–17 hatte er auch die musikalische Leitung  von Farah Yasmeen Sheikhs Bühnenadaption des Romans The Twentieth Wife von Indu Sunderasan. Mit dem Filmmusikkomponisten Michael Andrews arbeitete er an der Musik zu Paul Feigs Taffe Mädels (The Heat) und Mira Nairs The Reluctant Fundamentalist.